# Marphysa saxicola
Marphysa saxicola är en ringmaskart som beskrevs av Langerhans 1881. Marphysa saxicola ingår i släktet Marphysa och familjen Eunicidae. Inga underarter finns listade i Catalogue of Life.